# Bedřich Ehrmann
Bedřich (německy Friedrich) Ehrmann byl pražský, německy mluvící architekt, pravděpodobně bratranec architekta Leopolda Ehrmanna.

## Život
Zřejmě studoval na technice ve Vídni, jedním z jeho profesorů byl pravděpodobně také Adolf Loos. Svoji architektonickou praxi vykonával na přelomu 20. a 30. let 20. století.

## Dílo
Bedřich Erhrmann navrhoval stavby ve stylu funkcionalismu, konstruktivismu i art déco. Mezi jeho projekty jsou jak obytné domy, tak velké administrativní budovy.
Pražské realizace:
- palác pro pojišťovnu Phoenix v ulici Ve Smečkách[1]
- nový palác pro pojišťovnu Phoenix s pasáží a kinem na Václavském náměstí - ve spolupráci s Josefem Gočárem (1928 - 30)[3][4]
- rodinný dům v Bubenči, Charlese de Gaulla 27[1]
- náhrobní kámen Franze Kafky na Novém židovském hřbitově na Olšanech[5][6]

## Galerie

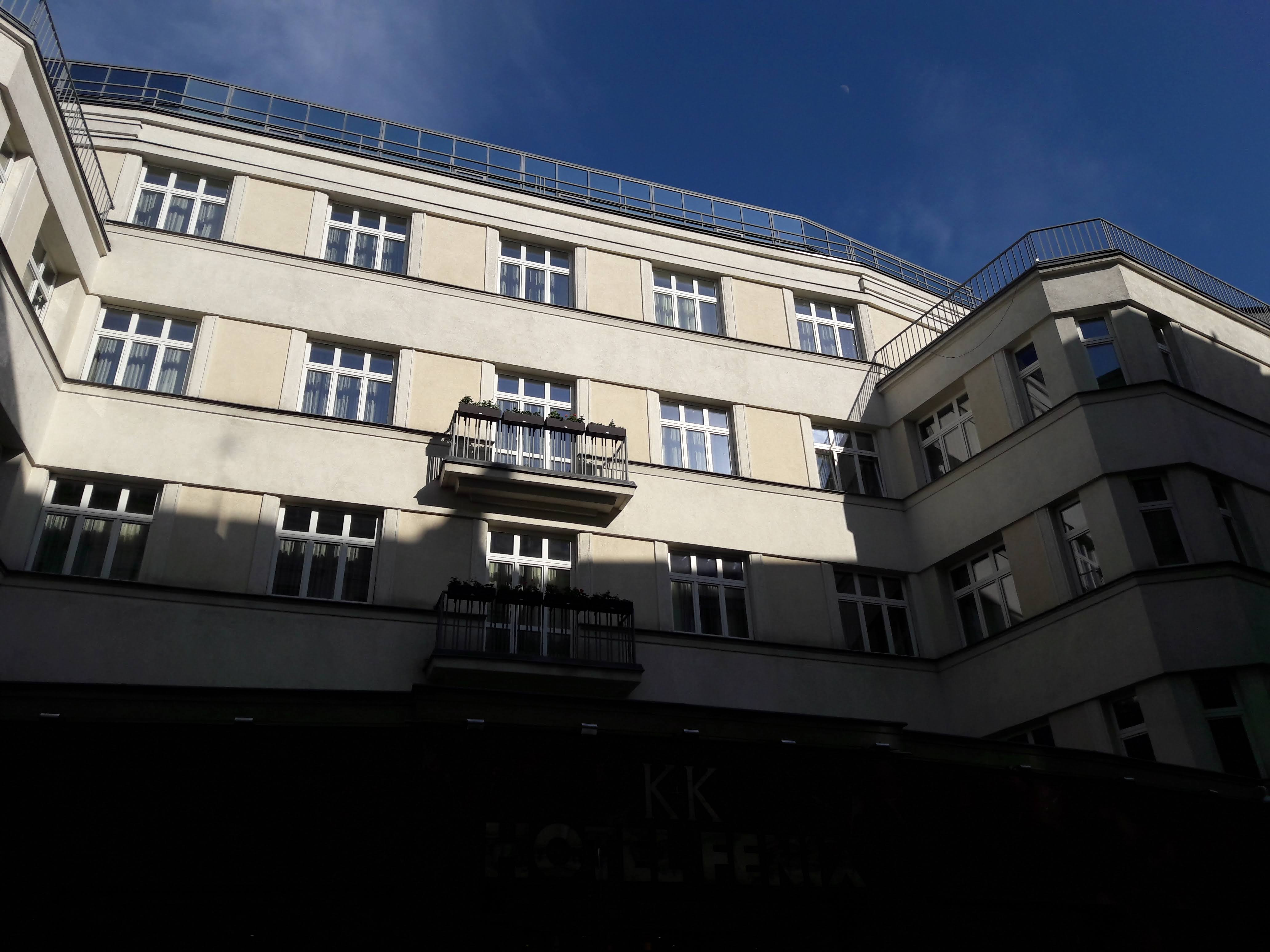
Původní palác pojišťovny Phoenix v ulici Ve Smečkách v Praze
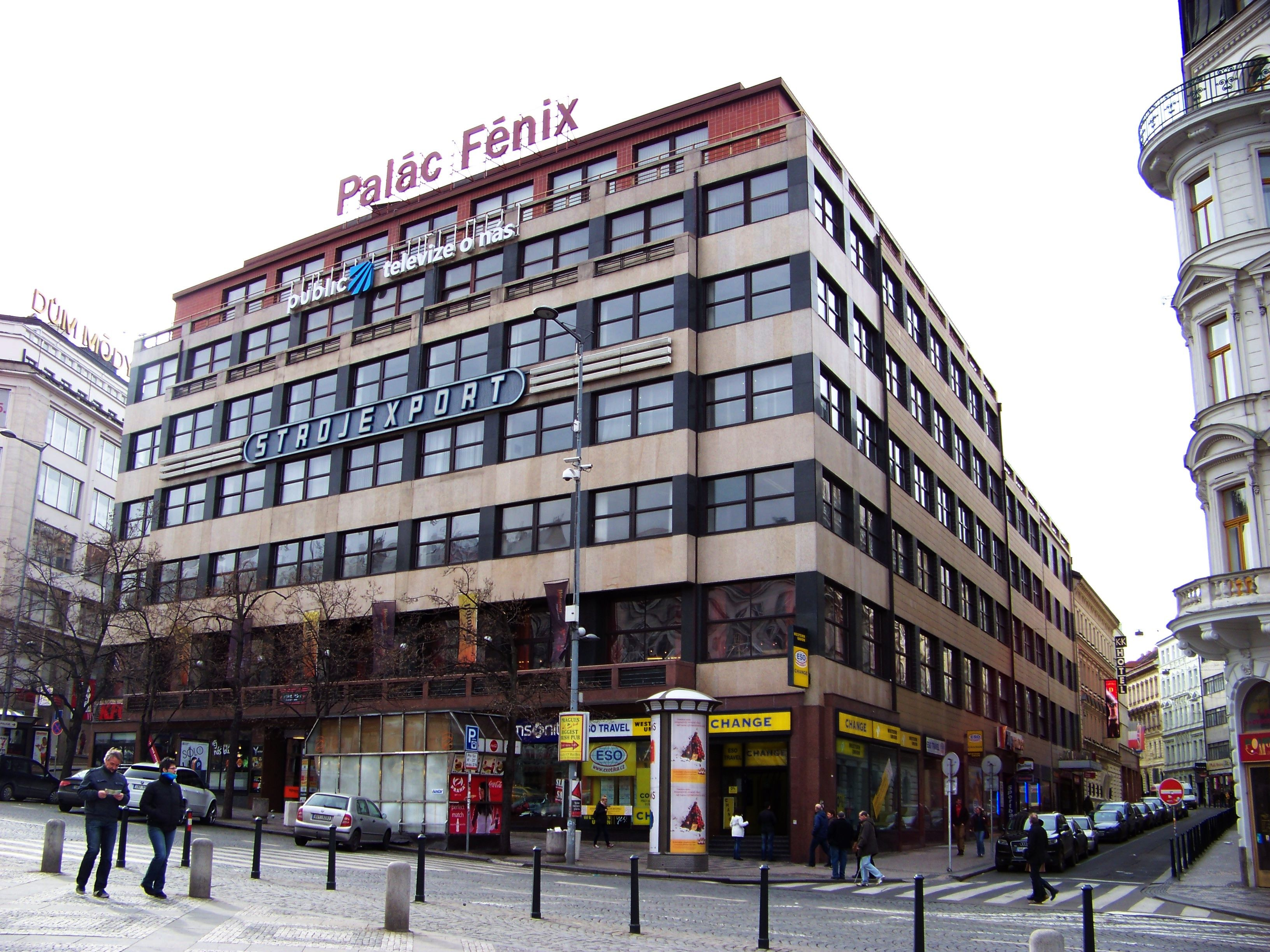
Nový palác pojišťovny Phoenix na Václavském náměstí
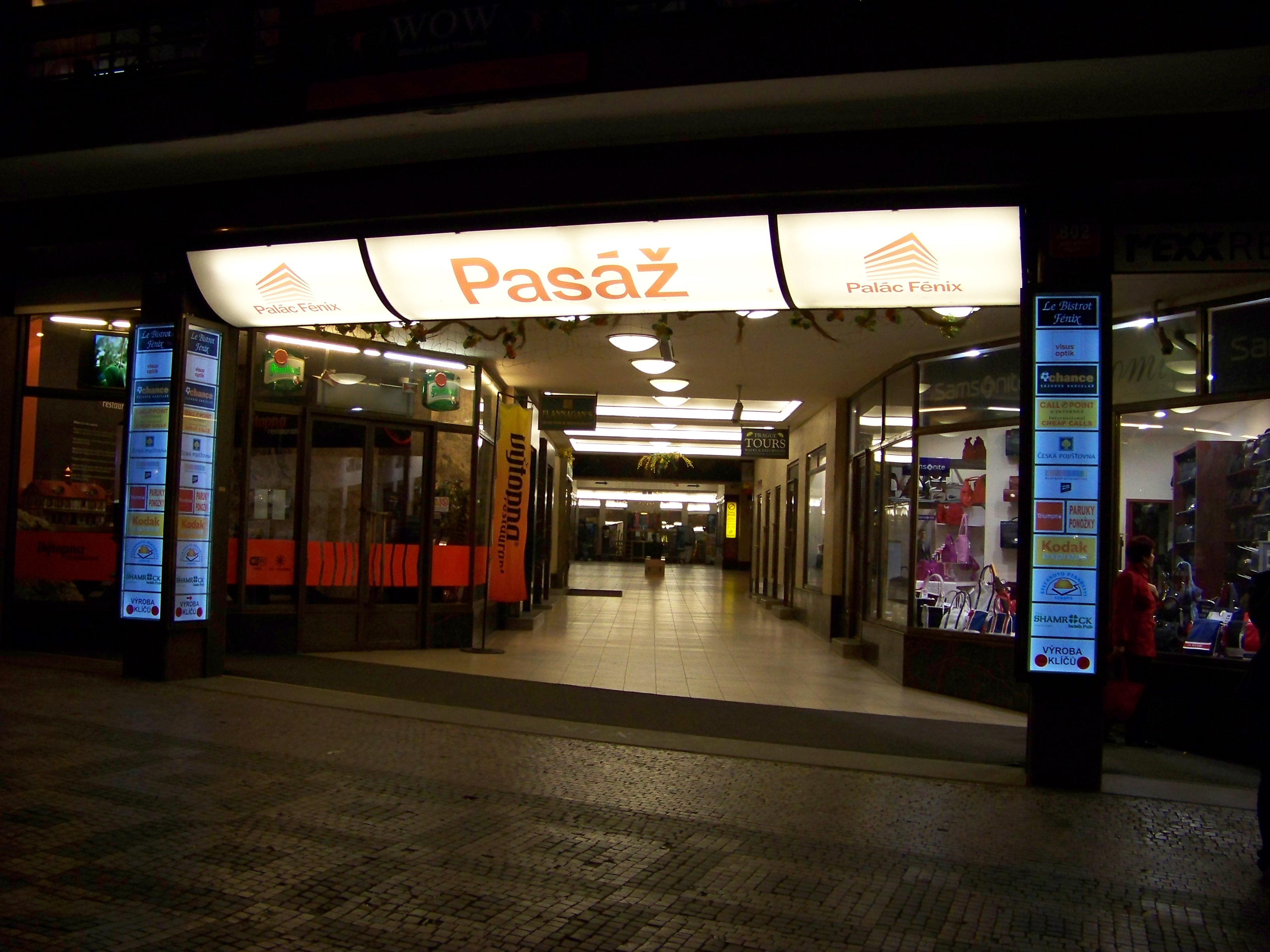
Pasáž nového paláce Phoenix
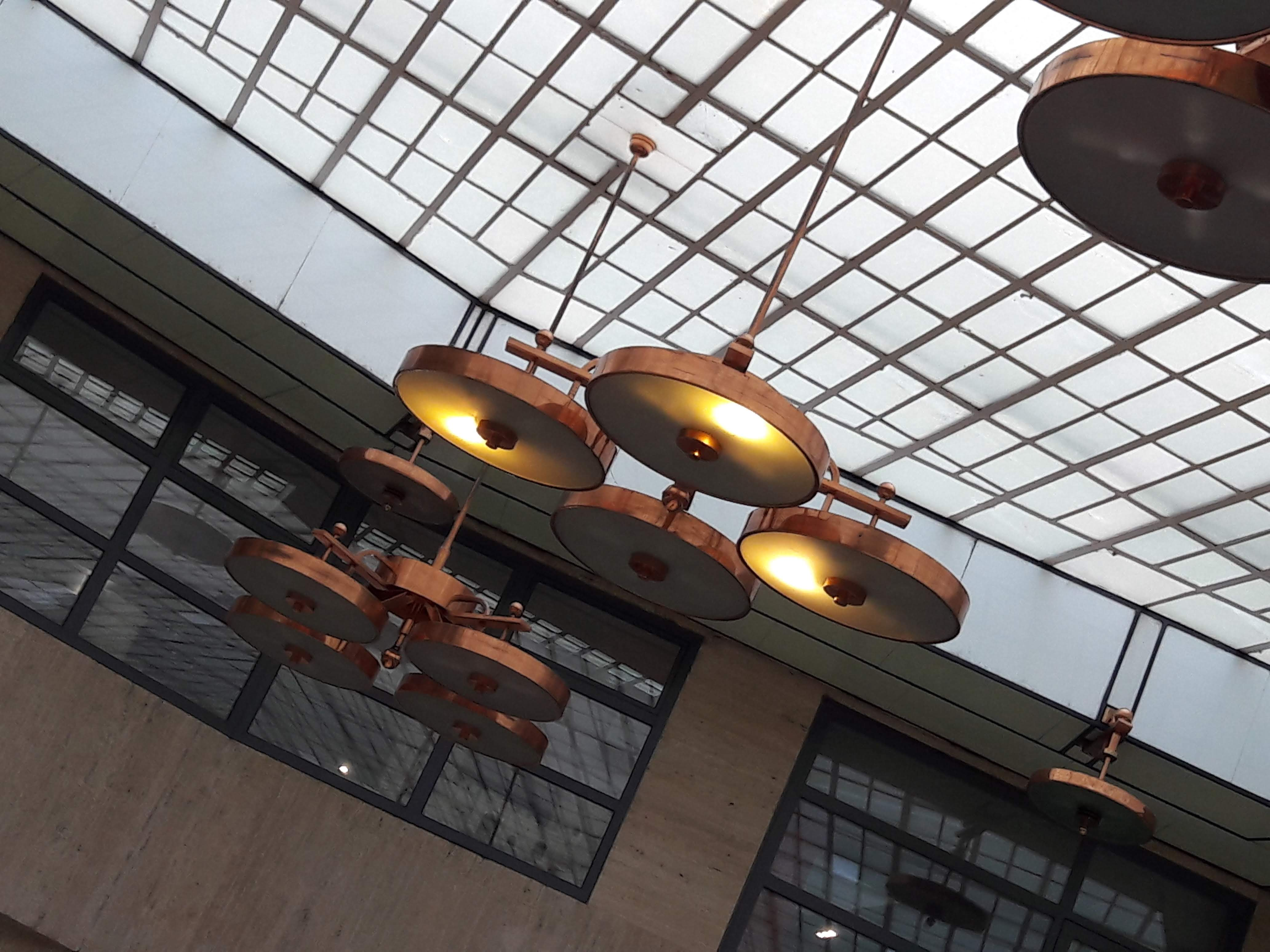
Nový palác Phoenix - svítidla v pasáži
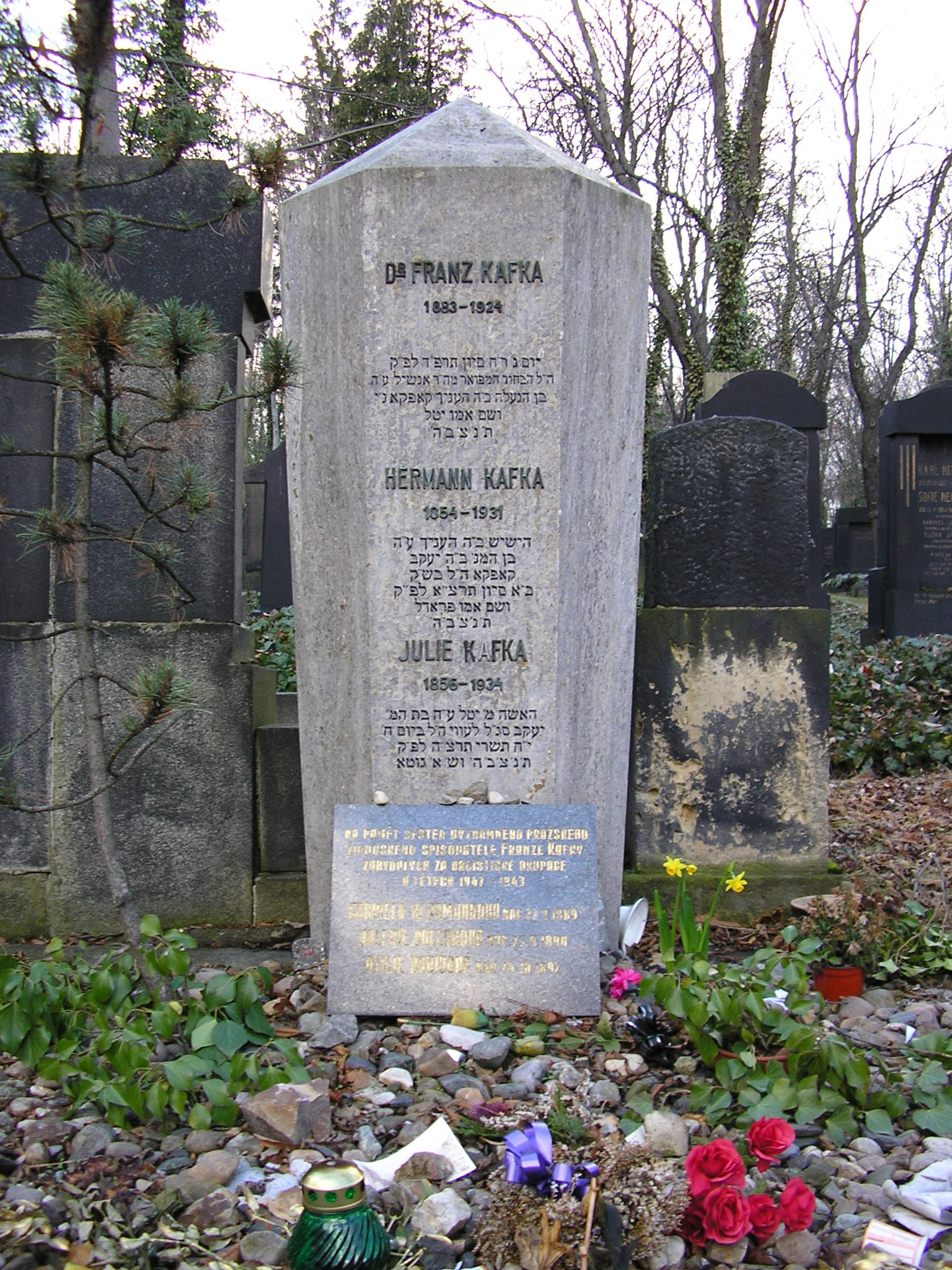
Hrob Franze Kafky